# رشکی
رشکی، روستایی از توابع بخش نمشیر شهرستان بانه در استان کردستان ایران است، طبق تاریخ نامهٔ اقوام آریایی، مردمان امروزی که نامشان با رشکی خوانده می‌شود، از مردمان کردستان بوده‌اند که با مهاجرت خود، قومیت خود را تغییر داده اند، مردم رشکی نام، از قهرمانان کردستان و شهر بانه بوده اند

## جمعیت
این روستا در دهستان کانی سور قرار دارد و براساس سرشماری مرکز آمار ایران در سال ۱۳۸۵، جمعیت آن ۵۸ نفر (۱۰خانوار) بوده‌است.